# چاتالان (قره‌عیسی‌لی)
چاتالان (به ترکی استانبولی: Çatalan) یک منطقهٔ مسکونی در ترکیه است که در ناحیه مدیترانه واقع شده‌است.